# Léonce de Larmandie
Léonce de Larmandie, né le 16 octobre 1851 à Bourrou (Dordogne) et mort le 30 janvier 1921 à Villamblard (Dordogne), est un poète, écrivain, romancier, occultiste et homme politique français.

## Biographie
Issu de la famille de Larmandie, famille noble française d'extraction chevaleresque originaire du Périgord, Léonce de Larmandie est né en 1851 dans la ville de Bourrou (Dordogne), au château de la Sudrie. 

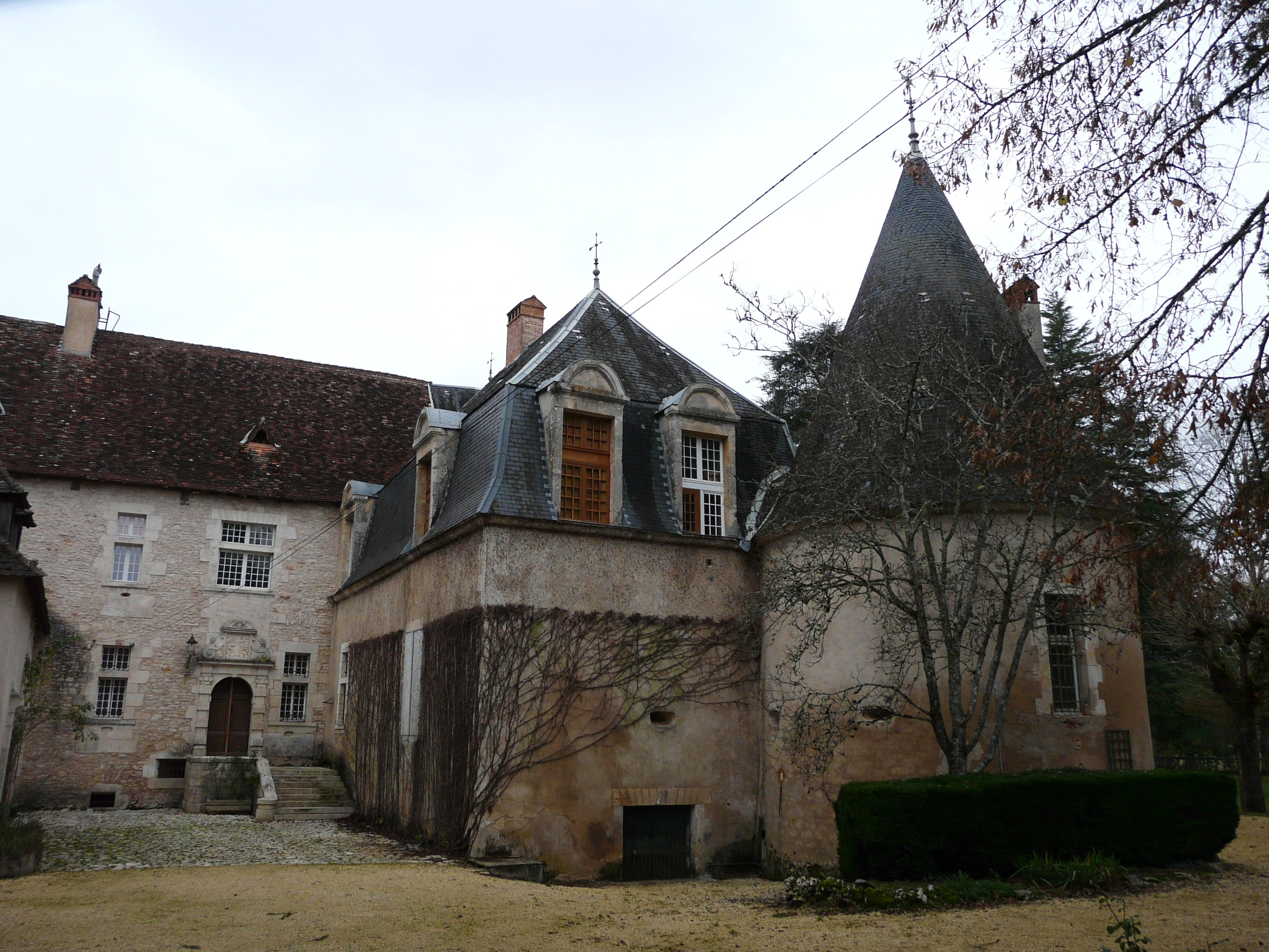
Château de Sudrie (Dordogne).

Au collège des Jésuites de Sarlat (Dordogne), il souhaite se faire romancier mais souhaite finalement  devenir professeur. Après être allé au lycée Saint-Louis et l'école polytechnique, il est reçu en droit en 1875 et entre au Ministère de l'Instruction publique. Pendant huit années, il enseigne au héritiers des anciennes maisons méridionales.

Par la suite, il se consacre pleinement à la littérature avec l'écriture de romans, poésies et études de psychologie contemporaine ou de philosophie ésotérique. Il se rapproche de Joséphin Peladan qui devient l'un de ses plus proches amis et avec qui il fonde le mouvement artistique et société de la Rose-Croix esthétique en 1890. La même année, il se présente comme candidat boulangiste dans le quartier du Faubourg-du-Roule (8e arrondissement) mais est largement battu. Il est élu délégué de la Société des gens de lettres le 15 mai 1899.

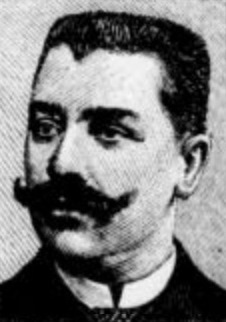
Léonce de Larmandie vers 1890.

## Œuvres
- Le Réveil du lion, sonnets poilus et vengeurs, impr. Lafolye, date inconnue
- (De Peregrinis et latinis. Jouissance des droits civils...) Thèse pour la licence, éditions F. Pichon, Paris, 1875
- Les neiges d'antan, Librairie des bibliophiles , Paris, 1877
- Les Épaves, éditions P. Ollendorff , Paris, 1878
- Allocution prononcée à Paris au banquet royaliste du VIIe arrondissement le 16 juillet 1881, typographie Pelluard, Paris, 1881
- Vive la République ! 14 juillet 1882, impr. de J. Le Clère, Paris,  1882
- Le Carcan, éditions E. Lalouette, Paris, 1882
- Excelsior : roman parisien, 1882
- L'Idole, conférence faite à Condom, le 13 mai 1883, imp. de P. Dupouy, Condom, 1883
- La Lutte pour l'existence, conférence faite à Nérac, le 24 décembre 1882, impr. de L. Dutilh, Nérac, 1883
- Les Phares, éditions A. Ghio, Paris 1884
- Au peuple orphelin, conférence faite par M. L. de Larmandie, le 1er septembre 1883, imp. de Estran, Paris,  1885
- Le Sang de l'âme, éditions L. Vanier, Paris, 1885
- Monsieur le vidame, éditions L. Vanier, Paris, 1887
- Errant, poésies, éditions A. Lemerre, Paris, 1887
- La Chevauchée de la chimère, Librairie des bibliophiles, Paris, 1888-1891 (2 volumes)
- La comédie mondaine, Paris ; [puis] Ginevra : C. Dalou : A. Lemerre : Chamuel [etc.], 1888-1904 (12 volumes)
- Le pied d'nez [Musique imprimée] : chanson électorale sur l'air des Pioupious d'Auvergne / paroles de L. de Larmandie ; musique de Antonin Louis, Impr. A. Louis, Paris, 1889
- Du faubourg Saint-Germain en l'an de grâce, éditions E. Dentu, Paris, 1889
- Les Holocaustes, éditions Vanier, Paris, 1890
- Eôraka, éditions Chamuel, Paris 1891
- La Course à l'abîme (proses lyriques). Première veille. Nuit tombante, éditions Chamuel, Paris, 1893
- La Montée au ciel, éditions Chamuel, Paris, 1895
- Haceldama, la mère de Judas, mystère en 1 acte. [Paris, la Bodinière, vendredi saint 16 mars 1897], éditions L. Cerf, Paris, 1897
- L'envers des légendes. Olopherne : tragédie antique en 5 actes, éditions L. Chamuel : Librairie spiritualiste, Paris, 1900
- Le Mystère de la Rédemption, tétralogie évangélique (3e édition), éditions J. Bricon, Paris, 1900
- La Mort d'Athalie, scène tragique en vers, J. Bricon et A. Lesot, Paris, 1901
- Les Boers, scène dramatique en 2 tableaux, P. Téqui, Paris, 1901
- Notes de psychologie contemporaine. L'envers du grand monde, impr. de E.-M. Lelièvre, Laval 1901
- L'entr'acte idéal, histoire de la Rose-Croix, Bibliothèque Chacornac, Paris, 1903
- Notes de psychologie contemporaine. Un homme de lettres : Fernand Lafargue, Paris, 1904
- L'Arrière pensée, 1 acte, Paris, 1904
- Les Deux font la paire, Paris, 1905
- Aimer et mourir, éditions Albert Méricant, Paris, 1908